# Бухта Казачья (заказник)
«Бухта Казачья» (укр. Козача бухта) — зоологический (общезоологический) заказник, расположенный на Гераклейском полуострове на территории Гагаринского района Севастополя. Площадь — 23,2 га. В Российской Федерации, контролирующей спорную территорию Крыма, является государственным природным заказником Севастополя регионального значения, на Украине — заказником общегосударственного значения

## История
Заказник создан согласно Указу Президента Украины от 09.12.1998 № 1341/98.
Согласно Постановлению правительства Севастополя от 25.05.2015 № 417-ПП Об утверждении Перечня особо охраняемых природных территорий регионального значения, расположенных в городе Севастополе данный объект является государственным природным заказником регионального значения.

## Описание
Заказник создан с целью сохранения, возобновления и рационального использования типичных и уникальных природных комплексов: фаунистический комплекс прибрежной зоны бухты Казачьей. На территории заказника запрещается или ограничивается любая деятельность, если она противоречит целям его создания или причиняет вред природным комплексам и их компонентам.
Заказник охватывает прибрежный комплекс (берег от бровки обрыва до уреза воды одноимённой бухты, которая врезается в Гераклейский полуостров. Побережье представлено узкой прерывистой полосой с отдельными участками крупных глыб известняков и вулканических пород, небольшими галечными пляжами.

## Природа
Бухта Казачья — ценный приморский природный комплекс. Является местом обитания множества рептилий, а также местом отдыха и зимовли перелётных птиц. Обитают редкие и исчезающие виды, занесённые в Красные книги Российской Федерации и Севастополя, Европейский Красный список. На берегу растут можжевельник высокий (Juniperus excelsa), фисташка туполистная (Pistacia atlantica subsp. mutica) и другие ценные виды растений.
Одними из целей заказника являются сохранение в естественном состоянии побережья бухты Казачьей как места обитания, зимовки многочисленных водоплавающих птиц, проведение практических мероприятий по охране и мероприятий, направленных на увеличение численности черноморских дельфинов и других видов морских млекопитающих.